# Geniostoma clavigerum
Geniostoma clavigerum là một loài thực vật thuộc họ Loganiaceae. Đây là loài đặc hữu của Fiji.